# Schismatoglottis convolvula
Schismatoglottis convolvula là một loài thực vật có hoa trong họ Ráy (Araceae). Loài này được P.C.Boyce miêu tả khoa học đầu tiên năm 1997.